# 貝里奧港
貝里奧港是哥倫比亞的城鎮，位於該國北部，由安蒂奧基亞省負責管轄，距離首府麥德林191公里，始建於1875年，面積1,184平方公里，海拔高度125米，2012年人口44,437。

## 外部連結
- Tourist Antioquia, Puerto Berrío
- Municipal mayorship, Puerto Berrío

6°29′24″N 74°24′9″W / 6.49000°N 74.40250°W